# Peirce (Mondkrater)
Peirce ist ein Einschlagkrater auf der nordöstlichen Mondvorderseite in der Ebene des Mare Crisium, nördlich des Kraters Picard und südlich von Swift.
Der Kraterrand ist scharf ausgeprägt und das Innere weist konzentrische Strukturen auf.
| Buchstabe | Position           | Durchmesser | Link |
| --------- | ------------------ | ----------- | ---- |
| C         | 18,69° N, 49,84° O | 20 km       |      |

Der Krater wurde 1935 von der IAU nach dem amerikanischen Astronomen Benjamin Peirce offiziell benannt.